# Муратов, Александр Михайлович (искусствовед)
Александр Михайлович Мура́тов (род. 1957) — советский и российский художник и искусствовед, автор исследований по истории и теории изобразительного искусства. Кандидат искусствоведения. Член Союза художников России, Международной ассоциации искусствоведов (АИС), Международного союза педагогов-художников, член-корреспондент Петровской академии наук и искусств (ПАНИ).

## Биография
В начале 1970-х годов учился в Детской художественной школе № 1 (преподаватели Н. П. Пятахин и Т. П. Чаговец). Окончил ЛХУ имени В. А. Серова (1978; преподаватели Михаил Александрович Никифоров, Леонид Ефремович Бураков, Марк Григорьевич Альтшуллер, Галина Константиновна Щедрина) и Институт живописи, скульптуры и архитектуры имени И. Е. Репина при Российской академии художеств (1986, с отличием), дипломная работа «Николай Иванович Дормидонтов.(1898—1962). Основные проблемы творчества», научный руководитель Рощин Анатолий Иванович. Там же учился на факультете повышения квалификации художников-педагогов у Бориса Михайловича Лавренко и др. На протяжении многих лет пользовался советами Владимира Георгиевича Старова.
В 1986—1990 годах — редактор издательства «Художник РСФСР (издательство)» и одновременно член художественного совета и редактор творческого объединения художников и поэтов-сатириков «Боевой карандаш». В 1995 году защитил кандидатскую диссертацию по теме: «Сергей Константинович Зарянко (1818—1870) — художник, педагог и теоретик искусства» (научный руководитель — Леняшин Владимир Алексеевич). В 1998—1999 стажировался в Католическом университете (ФРГ, стипендиат научного фонда Круппа фон Болена). В 2004—2017 работал над изданием «Большой российской энциклопедии» как научный консультант, рецензент и редактор редакции архитектуры и изобразительного искусства, автор ряда статей.

## Преподавание
В 1990-е — 2010-е годы преподавал теоретические и творческие дисциплины в таких высших учебных заведениях, как Санкт-Петербургский государственный архитектурно-строительный университет (СПбГАСУ), Ленинградский государственный университет им. А. С. Пушкина, Академия русского балета им. А. Я. Вагановой, Санкт-Петербургский государственный университет (СПбГУ). Член Государственной аттестационной комиссии (ГАК) Санкт-Петербургского государственного университета и Всероссийского государственного института кинематографии имени С. А. Герасимова (ВГИК).

## Искусствоведение
Как искусствовед публикуется с 1989 г. (статья «Школа Кардовского»// Юный художник, 1989, № 10, с.38-41). Автор свыше 200 публикаций, в том числе книг «Живопись 20-30-х годов» (СПб.: Художник РСФСР, 1991. 200 с., с Манин Виталий Серафимович), «С. К. Зарянко — художник, педагог, теоретик искусства» (СПб.: Дмитрий Буланин, 2003. 260 с., грант предоставил Российский гуманитарный научный фонд), «Художники русского салона 1850—1917» (СПб.: Золотой век, 2004. 586 с.), «Сергей Зарянко» (М.: Белый город, 2004. 48 с.), «Валерий Полотнов» (М.: Белый город , 2006. 48 с.), «Полная энциклопедия живописи» (М.: Астрель, Олимп, 2009. 448 с.; М.: АСТ, 2010. 448 с.), «Алексей Жабский: Свет души» (М.: Галарт, 2016, 247 с., с Леняшин Владимир Алексеевич и Сидоров Валентин Михайлович) и др. Сфера научных интересов — русское искусство XIX—XX вв. в контексте мировой культуры и проблема классической традиции в современном искусстве. Работал хранителем и научным сотрудником в Государственном музее истории Санкт-Петербурга, Музее Анны Ахматовой в Фонтанном доме и др. Впервые описал коллекцию изобразительного искусства в Музее-квартире А. А. Блока. Ведущий научный сотрудник в Научно-исследовательский институт теории и истории изобразительных искусств Российской Академии художеств, приглашенный исследователь в Институте восточноевропейских исследований (ZIMOS, ФРГ, научный руководитель доктор философии профессор Nikolaus Lobkowicz).

## Живопись
Как живописец выставляется с 1988 г. (экспозиция «Современное искусство Ленинграда» в Центральном выставочном зале Манеж (Санкт-Петербург), Является организатором и теоретиком творческого объединения «Основа», впервые ввел и определил понятие «фундаментализм в изобразительном искусстве». Персональные выставки состоялись в 1992 (Выставочный зал Союза художников России на Охте), 2004 г. (Государственный музей истории Санкт-Петербурга) и 2022 г. (Санкт-Петербургский Союз художников). Автор пейзажных и жанровых полотен, портретов и натюрмортов, картин на мифологические темы, в которых получили метафорическое, аллегорическое отражение события рубежа 1980—1990-х годов («Дети Ниобы», 1988; «Ладья Харона», 1990; «Зал ожидания», 1991). Постоянно обращается к изображению «изнанки» большого города — проходных дворов, коммунальных квартир, кочегарок, заброшенных индустриальных и железнодорожных сооружений и т. п.

## Научные труды

### Книги
- Живопись 20-30-х годов. СПб.: Художник РСФСР, 1991 (с соавт.). ISBN 5-7370-0127-X
- Сергей Константинович Зарянко — художник, педагог, теоретик искусства. СПб.: «Дмитрий Буланин», 2003. ISBN 5-86007-378-X
- Живопись русского салона. СПб.: Золотой век, 2004 (с соавт.). ISBN 5-342-00099-8
- Сергей Зарянко. М.: Белый город, 2004. ISBN 5-7793-0829-2
- Валерий Полотнов. М.: Белый город, 2006. ISBN 5-7793-1031-9
- Полная энциклопедия живописи. М.: Астрель, Олимп. 2009, переиздание 2010. ISBN 978-5-271-23304-3, ISBN 978-5-7390-2336-0
- Алексей Жабский. Свет души. М.: ГАЛАРТ, 2016 (с соавт.) ISBN 978-5-269-01185-1
- Статьи в Большой российской энциклопедии в 35 томах. Т.1 ISBN 5-85270-329-X , т. 7 ISBN 978-5-85270-337-8 , т. 25 ISBN 978-5-85270-362-0